# Gaia (film)
Gaia è un film sudafricano del 2021, diretto da Jaco Bouwer e sceneggiato da Tertius Kapp.

## Trama
Gabi e Winston sono due guardie forestali che stanno percorrendo un fiume nella foresta di Tsitsikamma. Gabi decide di compiere una deviazione, tuttavia si ritrova ad essere perseguitata da alcune creature dalle sembianze umanoidi che sembrano darle la caccia. La donna viene salvata da Barend e Stefan, padre e figlio che vivono da completi eremiti all'interno della foresta, mossi da un forte fervore di stampo religioso ed ecologista del padre, scienziato ormai persuaso dalla presenza di un'antichissima entità di natura prettamente biologica che considera l'unica vera divinità. 
Winston viene aggredito e contagiato dalle stesse creature che davano la caccia a Gabi, le quali a detta di Barend sono ormai in completa balia di un fungo che li ha resi ciechi, cannibali e deumanizzarti. Dopo il ritrovamento del collega in fin di vita, il quale la supplica fra l'altro di ucciderlo, Gabi inizia a notare come il fervore dell'uomo sia molto vicino alla pazzia e inizia a provare dei sentimenti molto forte per Stefan. Compreso come il ragazzo viva in un contesto pericolosissimo e non conosca altro del mondo, Gabi decide di convincerlo ad andare via, tuttavia Barend appare più propenso a provocare la morte del suo stesso figlio piuttosto che a consentirgli di andare via. 

## Produzione
Il film è stato girato nella regione sudafricana del Garden Route.

## Distribuzione
I diritti di distribuzione dell'opera per il mercato internazionale sono stati acquistati da Decal, che l'ha reso disponibile per una distribuzione limitata nelle sale statunitensi a partire dal 18 giugno 2021 e per il mercato on demand dal successivo 25 giugno. La premiere del film era avvenuta nel marzo precedente durante il festival South by Southwest.

## Accoglienza

### Pubblico
Il film ha incassato 126.126 dollari al botteghino.

### Critica
Sull'aggregatore Rotten Tomatoes il film riceve il 80% delle recensioni professionali positive con un voto medio di 6,8 su 10 basato su 50 critiche, mentre su Metacritic ottiene un punteggio di 64 su 100 basato su 9 critiche.